# Suthep Po-ngam
Suthep Po-ngam (tiếng Thái: สุเทพ โพธิ์งาม 25 tháng 10 năm 1949 -) Là một diễn viên hài Thái Lan. Anh ấy có nhiều tài năng, Anh ấy đã diễn xuất trong nhiều bộ phim, Và ông cũng là đạo diễn và biên kịch.

## Phim truyền hình
- 1982 - เธอกับฉัน (Thoer kap chan)
- 1992 - คนเยอะเรื่องแยะ (Khon yoer reuang yaeh)
- 1993 - นายทองย้อย (Nai thong yoi)
- 1995 - เทพบุตรต๊ะติ๊งโหน่ง (Thep pha but Ta ting nong)
- 1996 - เสน่ห์บางกอก (Saneh bangkok)
- 1998 - อย่าลืมฉัน (Yah leum chan)
- 2000 - ตามจับตามจีบ (Tam jap tam jip)
- 2001 - กองร้อย 501 ตอนแผ่นดินข้าใครอย่าแตะ (Kongroi Har roi neung - Phaen din kha Krai yah tae)
- 2002 - รวมพลคนใช้ (Ruam phol khon chai)
- 2003 - โฉมตรูครูเถื่อน (Chom tru khru theuan)
- 2004 - อย่าบังคับข้าให้ใหญ่ (Yah bang khab Kha hai yai)
- 2006 - มนต์รักล็อตเตอรี่ (Monrak lottery)
- 2008 - คมแฝก (Khom faek)
- 2009 - รุกฆาต (Ruk khat)
- 2011 - เพลงรักบ้านนา (Phleng rak ban na)
- 2012 - พ่อตาปืนโต (Phor ta peun to)
- 2013 - โทน (Thon)
- 2015 - ลิเกหมัดสั่ง (Li ke mat sang)
- 2016 - ส้มตำแฮมเบอร์เกอร์ (Somtam Hamburger)
- 2016 - ตี๋ใหญ่ ดับ ดาว โจร (Teeyai Dap dao jon)
- 2018 - ตี๋ใหญ่ 2 ดับ เครื่อง ชน (Teeyai 2 Dap khrueang chon)

## Nhạc
- เทพ ธันเดอร์ (Thep thunder) - Với những bài hát nổi tiếng như "เมียคอยมาคุม" (Mia khoi ma khum) Lấy giai điệu từ bài hát So Dem A Com Trong album Made in Sweden của E-Type Với lời bài hát bằng tiếng thái
- เทพ พันธุ์แท้ (Thep phunthae)

## Phim
- 1977 - เทพบุตรต๊ะติ๊งโหน่ง (Thep pha but Ta ting nong)
- 1978 - เท่งป๊ะต๊ะติ๊งโหน่ง (Theng pa Ta ting nong)
- 1979 - ปล้น บ้า ๆ บวมส์ ๆ (Plon Bah bah Buam buam)
- 1980 - คู่โจร (Khu jon)
- 1981 - แก่นกะลาสี (Kaen ka la see)
- 1982 - หนูอยากเป็นทหาร (Noo yak pen thaharn)
- 1986 - ร้อยป่า (Roipah)
- 1987 - ความรักเหมือนยาขม (Khwamrak meuan yahkhom)
- 1995 - เกิดอีกทีต้องมีเธอ (Koerd eek thee tong mee thoer)
- 2001 - มือปืน/โลก/พระ/จัน (Meu peun Lok Phra Jan)
- 2003 - ดึก ดำ ดึ๋ย (Deuk dam deui) - Chỉ đạo hành động
- 2004 - ซานตาคลอส โจรกระจอกสะเออะปล้น (Santaclaus Jon krajok Sa oe plon)
- 2005 - ประชันโฉมกะเทยฉุย (Prachan chom kathoei chui)
- 2006 - ไทยถีบ (Thai theep)
- 2006 - ก้านกล้วย (Kan kluay)
- 2007 - มะหมา 4 ขาครับ (Mah ma see kha khrap) - Lồng tiếng cho các nhân vật Lung kafae (ลุงกาแฟ - Bác kafae, Bác cà phê) Là một con chó
- 2007 - เมล์นรก หมวยยกล้อ (Mel narok Muai yok lor)
- 2008 - หลวงพี่เท่ง 2 รุ่นฮาร่ำรวย (Luang phee theng 2 Run ha ramruay)
- 2009 - ผีตุ๋มติ๋ม (Phee tumtim)
- 2010 - โป๊ะแตก (Poh taek)
- 2011 - หมาแก่ อันตราย (Mah kae An ta rai)
- 2013 - The Rocket
- 2014 - สีเรียงเซียนโต๊ด (See riang Sian tot)
- 2019 - บอดี้การ์ดหน้าหัก (Bodyguard Nah hak)

## Chủ nhà Chương trình truyền hình
- 1994 - 2010 - Master key (Channel 3)
- 1994 - 1995 - Galileo Game (Channel 9) Đồng chủ nhà Chorphaka Wiriyanon, Pisith Kiratikarnkul
- 2016 - Nay ชุมทางดาวทอง (Chum thang dao thong) (Channel 7)

## Các nguồn khác
- "website ป๋าเทพ โพธิ์งาม"
- Lịch sử từ IMDB